# Tirig (ort i Spanien)
Tirig är en ort i Spanien.   Den ligger i provinsen Província de Castelló och regionen Valencia, i den östra delen av landet, 300 km öster om huvudstaden Madrid. Tirig ligger 472 meter över havet och antalet invånare är 588.
Terrängen runt Tirig är huvudsakligen kuperad, men den allra närmaste omgivningen är platt. Runt Tirig är det glesbefolkat, med 13 invånare per kvadratkilometer. Närmaste större samhälle är Alcalà de Xivert, 19,0 km sydost om Tirig. Trakten runt Tirig består till största delen av jordbruksmark.